# Tjedan suvremenog plesa
Tjedan suvremenog plesa je kulturna manifestacija koja se održava u Zagrebu, posvećena suvremenom plesu, po čemu je jedan od najvećih u regiji. Ova je manifestacija najveći projekt Hrvatskog instituta za pokret i ples.
Najdulje je tradicije među festivalima takve vrste u Hrvatskoj. Višeslojno je uključen u europske i svjetske tokove, pa je tako značajno pridonio nazočnosti hrvatskih plesnih umjetnika na međunarodnoj plesnoj pozornici.
Festival se održava u Zagrebu i u Rijeci, a od 2010. i u Splitu i to u kazališnim prostorima ali u galerijskim i alternativnim prostorima kao i na otvorenim prostorima.  Festival se održava krajem svibnja i početkom lipnja. 
Prvi put je održan 1983. godine, a 2008. godine slavi 25. godina neprekidnog održavanja. 
Međunarodnog je karaktera te su na njemu nastupali koreografi i poznate plesne trupe iz brojnih zemalja diljem svijeta. 

## Vanjske poveznice
- http://www.danceweekfestival.com/ Službene stranice
- Članak na culturenet.hr-u